# Saint-Paterne-le-Chevain
Saint-Paterne-le-Chevain es una comuna nueva francesa situada en el departamento de Sarthe, de la región de Países del Loira.

## Historia
Fue creada el 1 de enero de 2017, en aplicación de una resolución del prefecto de Sarthe de 28 de septiembre de 2016 con la unión de las comunas de Le Chevain y Saint-Paterne, pasando a estar el ayuntamiento en la antigua comuna de Saint-Paterne.

## Demografía
| Gráfica de evolución demográfica de Saint-Paterne-le-Chevain entre 1800 y 2014 |
|                                                                                |

Los datos entre 1800 y 2013 son el resultado de sumar los parciales de las dos comunas que forman la nueva comuna de Saint-Paterne-le-Chevain, cuyos datos se han cogido de 1800 a 1999, para las comunas de Le Chevain y Saint-Paterne de la página francesa EHESS/Cassini. Los demás datos se han cogido de la página del INSEE.

## Composición
| Comuna delegada | Código INSEE | Población (2013) | Superficie (km²) | Densidad (hab./km²) |
| --------------- | ------------ | ---------------- | ---------------- | ------------------- |
| Le Chevain      | 72082        | 606              | 5.70             | 106                 |
| Saint-Paterne   | 72308        | 1574             | 7.23             | 218                 |